# うまんちゅひろば
『うまんちゅひろば』は、沖縄テレビと琉球朝日放送で放送されている沖縄県の広報番組。手話通訳放送を実施。
本土復帰から4ヶ月経った、1972年10月1日に『みんなの県政』と題して放送開始。1981年4月5日に『おはようおきなわ』と改題した後、1991年4月7日に『みんなの県政』へ再びタイトルを戻す。1999年4月4日から『うまんちゅひろば』をタイトルに用いるようになった。
同一エリアで複数の放送局が1つの番組を放送する例は、他に北海道の広報番組『ウィークリー赤れんが』と福井県の広報番組『まちかど県政』がある程度で、都道府県の広報番組とはいえ珍しいケースである。
2012年度からは不定期に30分の特別番組『うまんちゅひろばスペシャル』を放送している。こちらはレギュラー版に比べてバラエティの要素が強くなっている。

## 放送局

### 現在の放送局
放送時間は2013年4月27日以降のデータ。
- 沖縄テレビ 毎週日曜日 8:55 - 9:00
- 琉球朝日放送 毎週土曜日 15:55 - 16:00
  - 2012年3月までは15分番組だった。ただし、ステーションブレイクがあったことから、実際の放送時間は14分だった。
  - 1993年末までは先島諸島では民放テレビが視聴できなかったため、宮古テレビや石垣ケーブルテレビでも放送され、民放テレビ放送の開始後も現在のタイトルになるまで放送されていた。また、大東諸島では長年東京のキー局のテレビ放送を受信していたために視聴できなかったが、2011年7月の沖縄県域テレビの地上デジタル放送開始によって視聴できるようになった。

### 過去の放送局
- 琉球放送 - 15分時代には同局でも放送されていたが、5分に縮小してからは放送されていない。

## 番組構成
- その週の特集 - 沖縄県政に関連する様々な話題を紹介。
- ミニコーナー - 沖縄の自然・文化・経済など、年度ごとにテーマが異なるミニコーナーを設けている。
  - 2009年度のミニコーナーは「ワイワイわらび」で、県内各地で子どもの徳育につながる教育活動を行う地域団体を紹介
  - 2010年度のミニコーナーは「南風便り」で、県内各地で地域おこしにつながる団体を紹介
  - 2011年度のミニコーナーは「美ら島カラハ〜イ」で、県内各地での沖縄の文化保存活動や未来に向けて地域貢献している団体を紹介。
- 県政インフォメーション

## 出演者

### 現在の出演者
- 宮城麻里子 - MCを担当。

### 過去の出演者
- 漢那邦洋
- 松田淳奈 - 降板後、特番にゲスト出演。
- 大川豊治 - 降板後、特番にゲスト出演。
- 儀間江梨 - 降板後、特番にゲスト出演。
- 邑田みさき - 2008年4月から同年11月中旬まで出演。出産のために降板した。

### 特番ゲスト
- キャン×キャン
- 糸数美樹
- 大川豊治
- 知念臣悟
- 松田淳奈
- こきざみインディアン
- 儀間江梨
- Marmy

## スタッフ
- プロデューサー：仲地工
- ディレクター：古謝将人
- AD：前里はるか
- 構成作家：ハラコージ
- 監修・著作：沖縄県広報課
- 制作会社：有限会社シー・エム・シー

## 備考
シー・エム・シーのサイトでは番組の動画がストリーミング配信されていたが、後にYouTubeでの配信へと移行した。